# Brudnica nieparka

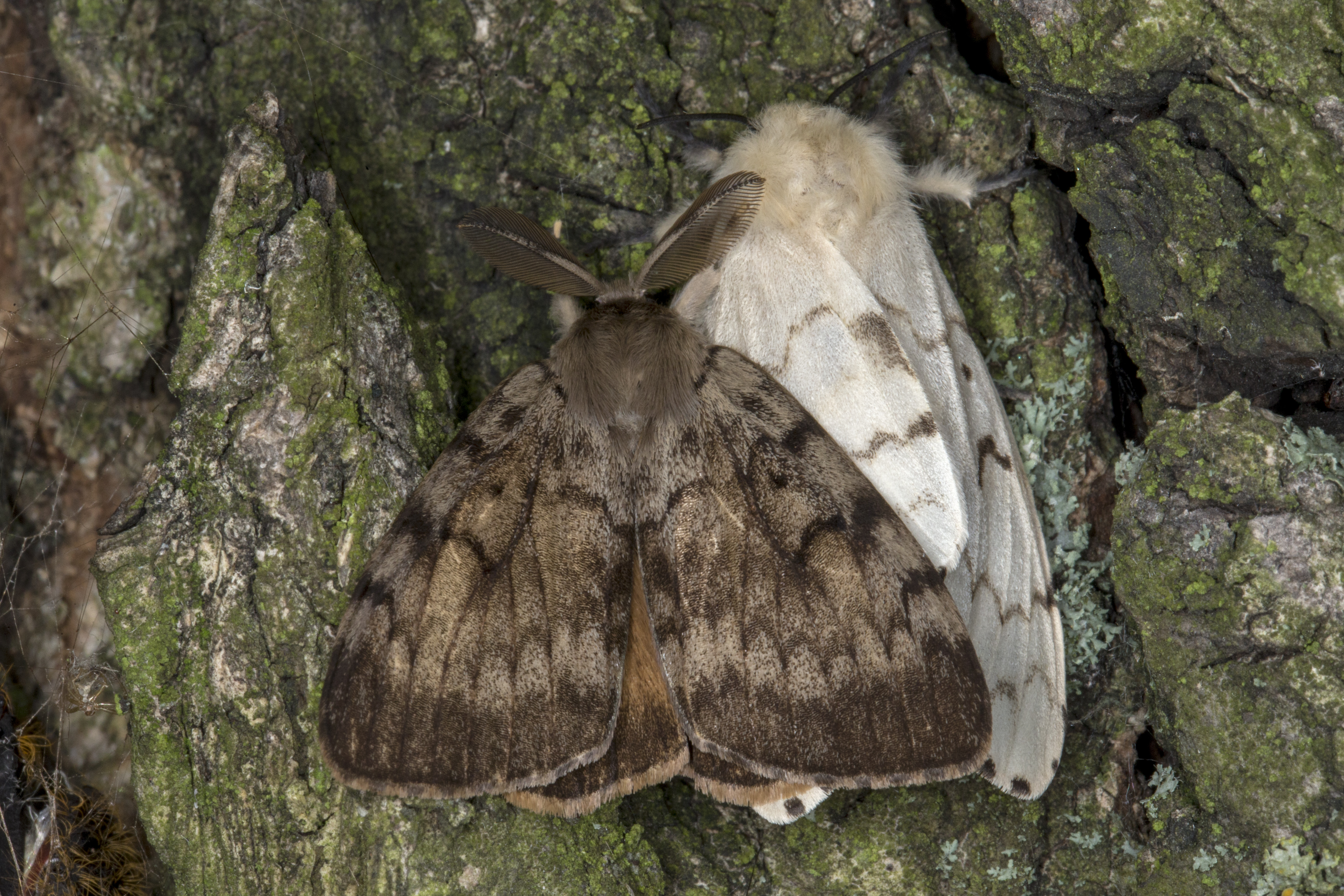
Para nieparek

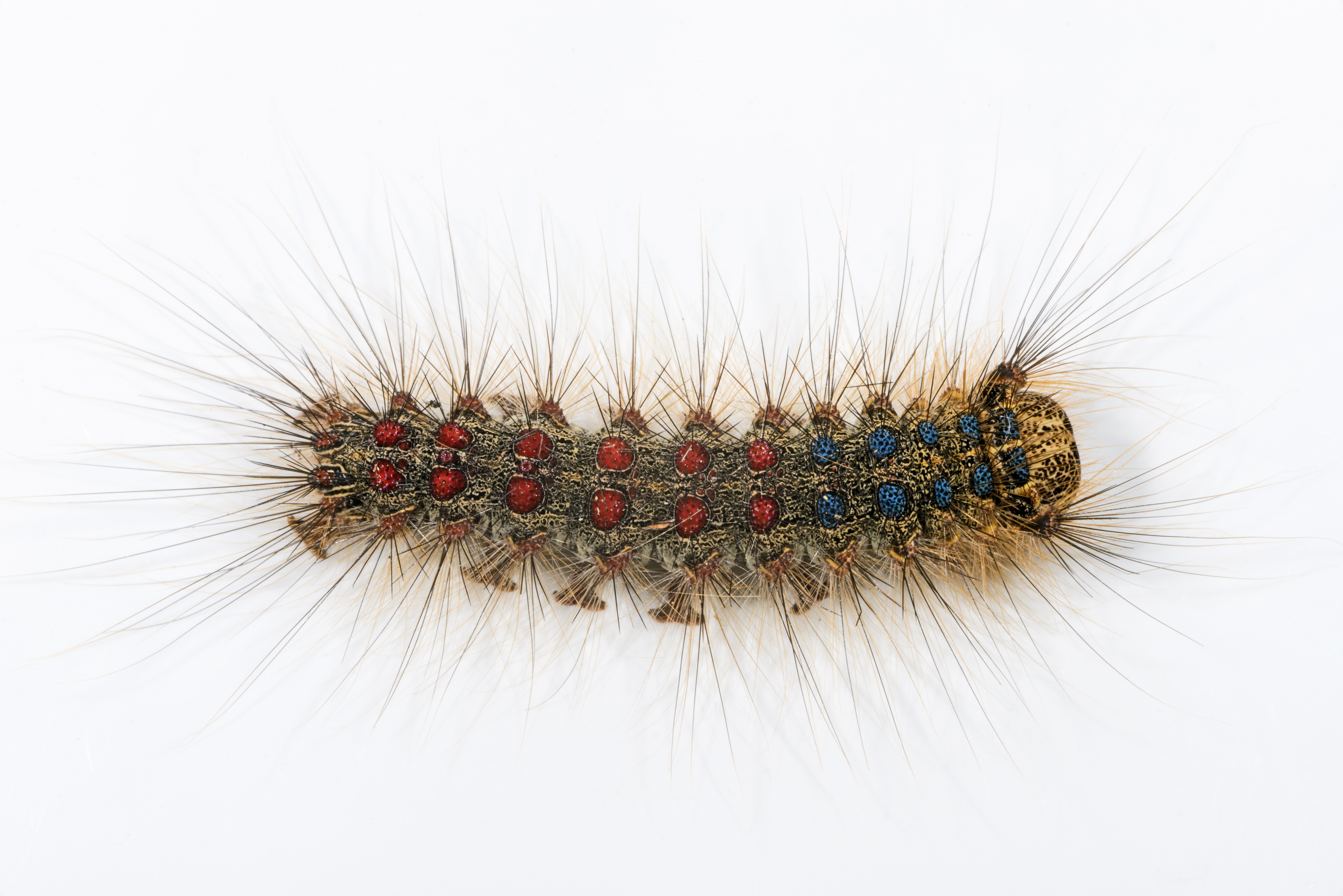
Gąsienica)

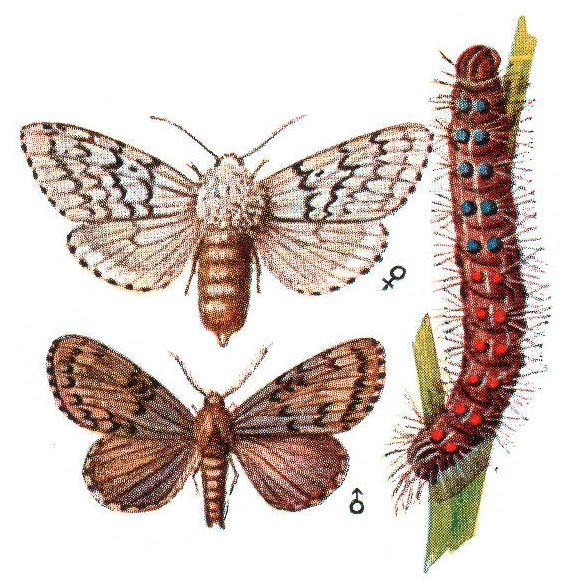
Lymantria dispar Meyers

Brudnica nieparka (Lymantria dispar) – gatunek motyla z rodziny mrocznicowatych i podrodziny brudnicowatych, uważany za niebezpiecznego szkodnika lasów i sadów.
Gatunek inwazyjny (w Kanadzie, USA, Nowej Zelandii). W Polsce nie jest gatunkiem inwazyjnym. Pierwotnym (naturalnym) obszarem występowania jest Europa, północna Afryka, środkowa i południowa Azja i Japonia. Z Europy został zawleczony do Ameryki Północnej.
Dorosłe spotkać można w lipcu i sierpniu (rójka odbywa się w godzinach wieczornych), najczęściej w lasach liściastych i ogrodach (sadach). Samce mogą wyczuć obecność samic na odległość 3,5-3,8 km. U brudnicy nieparki sporadycznie zachodzi partenogeneza. Samice składają jaja na pniach drzew w skupieniach (złożach) pokrytych warstwą włosków z odwłoka - upodabnia to złoża jaj do porostów. W jednym pakiecie znajduje się od 500 do 800 jaj. Samica składa tylko jeden pakiet.
U owadów dorosłych wyraźny dymorfizm płciowy (stąd nazwa - nieparka). Rozpiętość skrzydeł 4-6,5 cm, samce mniejsze i ciemniejsze od samic, które mają jasne kremowe ubarwienie z ciemnymi zygzakowatymi liniami. Samice mają krępy odwłok o biało żółtym ubarwieniu. Łatwo można pomylić ją z brudnicą mniszką.
Jaja kuliste, lekko spłaszczone, wielkości 0,8 na 1,3 mm, są gładkie, błyszczące, różowe po złożeniu, potem żółte i szare. Złoże jaj przykryte jest włoskami z odwłoka samicy, o barwie brązowej. Rozwój embrionalny w jaju odbywa się w temperaturach powyżej 6 о C, suma ciepła, niezbędna dla rozwoju embrionalnego wynosi 110 о C. Gąsienice są już rozwinięte na jesieni i przebywają w osłonkach jajowych. Zimujące w osłonkach jajowych gąsienice brudnicy przeżywają nawet w temperaturze minus 40 stopni Celsjusza (w warunkach laboratoryjnych nawet -70). Jednakże w okresie wiosennym larwy giną już przy -23 stopniach Celsjusza. Jeśli w okresie długiej i ciepłej jesieni larwy opuszczą osłonki jajowe to w momencie obniżenia temperatury zimą masowo giną.
Występuje pięć stadiów larwalnych u samców i 6 stadiów larwalnych u samic. Optymalna temperatura rozwoju to 25 о C. W takich warunkach rozwój gąsienic płci męskiej trwa około 34 dni, płci żeńskiej - około 39 dni. Rozwój poczwarek samców trwa około 9 dni - samic około 7,4 doby. Samce pojawiają się nieco szybciej niż samice. Rozwój pokolenia trwa rok.
Gąsienice są włochate, z czerwonymi i niebieskimi kropkami na ciele. Młode gąsienice, dzięki licznym włoskom, mogą być przenoszone przez wiatr (anemochoria).
Gąsienice są polifagami i foliofagami, odżywiają się liśćmi drzew liściastych. Zjadają liście około 600 gatunków roślin (drzewa, krzewy, rośliny runa), preferują jednak dęby i drzewa owocowe. Rzadziej żerują na liściach brzozy, lipy, wiązu, topoli, klonu i czeremchy, czasem na igłach sosny. Gąsienice przy masowym pojawie zjadają liście dębów, doprowadzając do osłabienia drzew lub całkowitego ich zamierania.

## Siedlisko
W Europie zasiedla sady, drzewa przydrożne, lasy liściaste. W Europie Południowej zasiedla głównie dąbrowy i lasy mieszane. W Azji środkowej gąsienice żerują na winorośli, na Ukrainie i w Japonii odnotowano żerowanie gąsienic na polach uprawnych ryżu, kukurydzy i koniczyny.

## Jako szkodnik lasów i sadów
Szkodnik, żeruje na liściach dębu, drzew owocowych, klonu, lipy. W latach 1860–1883 w Hiszpanii brudnica nieparka spowodowała duże straty w lasach dębowych, natomiast w latach 1891–1893 do inwazji szkodnika doszło w Bułgarii, gdzie brudnica uszkodziła ponad 400 tys. hektarów lasów. Masowe pojawy doprowadziły także do szkód w 1921 na Krymie, w latach 1925–1926 na Ukrainie, a w 1933 w okolicach Kazania (Rosja). W czasie siedmioletniego cyklu gradacyjnego (masowego pojawu) gąsienice brudnicy mniszki zjadają w przeliczeniu na jeden hektar lasu 19,9 tony liści, a na ściółkę opada 4,5 tony ogryzgów (fragmentów liści). Łącznie w tym czasie gąsienice mogą zniszczyć 22,4 ton liści dębu (97,4% produkcji liści). Produkcja wtórna wynosi około 9,4% masy liści.

Ekspansja brudnicy nieparki w USA 1900-2007

Po zawleczeniu gatunku do USA klęski rozpoczęły się od roku 1889. Najpierw doszło do masowego pojawu w Bostonie. Zaatakowane zostały drzewa liściaste w sadach, parkach i lasach, gąsienice zjadły liście z drzew. Było ich tak dużo, że pojawiały się w mieszkaniach. Początkowo próbowano zwalczać gąsienice polewając je wrzątkiem i naftą. W kolejnych latach masowy pojaw (gradacja) objął jeszcze większy obszar. W 1905 obszar występowania tego szkodnika w USA objął ponad 10 tys. km². Masowy pojaw brudnicy nieparki w Ameryce Północnej wynikał m.in. z braku naturalnych wrogów (drapieżników, pasożytów, patogenów). Ze względu na duże szkody rozpoczęto zwalczanie środkami chemicznymi: preparatami arsenowymi. Zaczęto także poszukiwać naturalnych wrogów brudnicy w Europie. Powstały specjalne hodowle takich naturalnych wrogów (pasożyty brudnicy nieparki), w tym dwie w Polsce. Do roku 1959 do USA sprowadzono około 50 różnych gatunków pasożytów brudnicy nieparki, z których 15 zaaklimatyzowało się w Ameryce Północnej.
Naturalni wrogowie

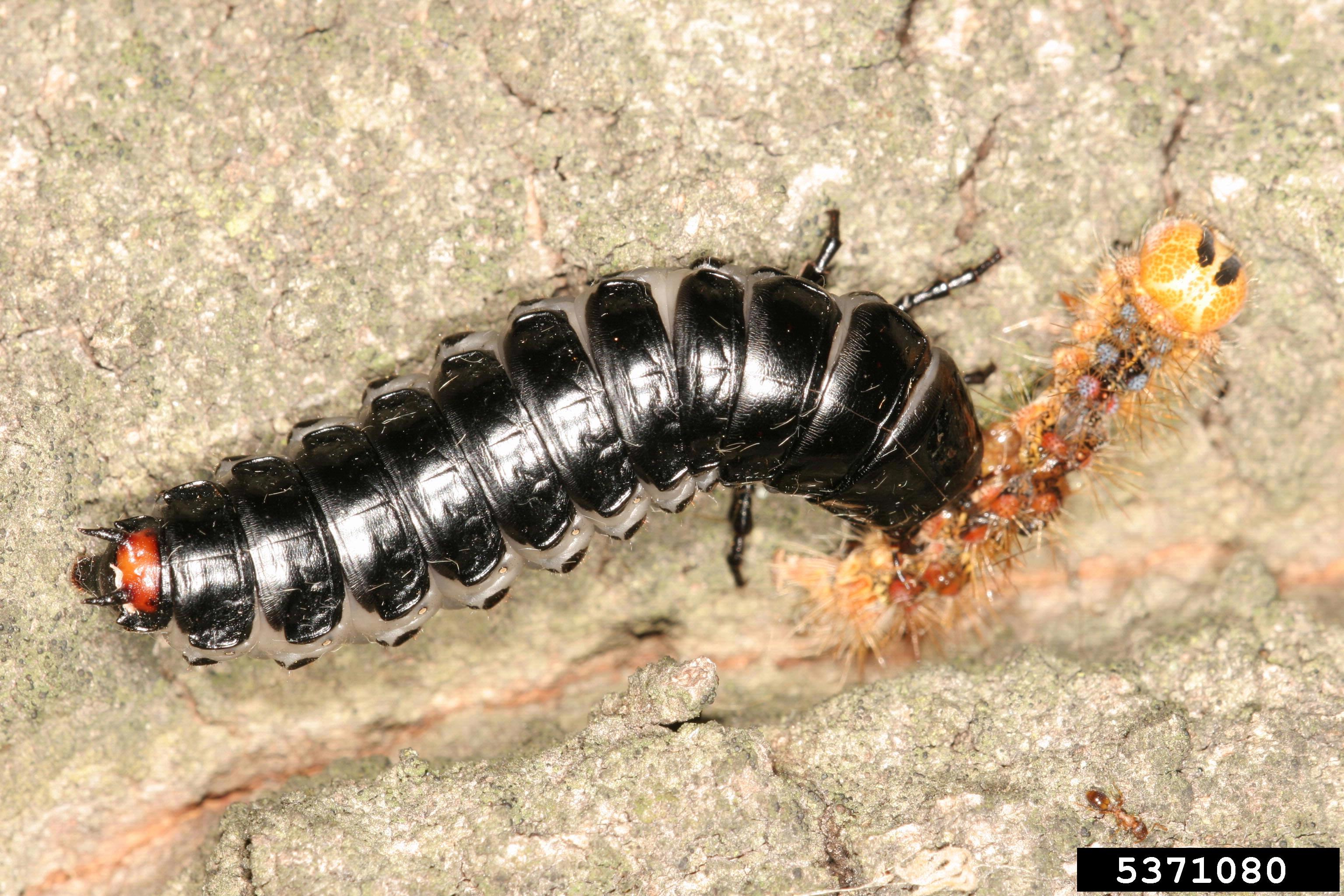
Larwa Calosoma sycophanta zjadająca gąsienicę brudnicy nieparki

Znanych jest ponad 100 gatunków, pasożytujących (pasożyty i parazytoidy) na brudnicy nieparce, w tym około 40 gatunków gąsieniczników i 30 gatunków rączyc, męczelkowate (np. baryłkarze: Apanteles portheriae, A. melanoscelus), bleskotki (np. Anastatus disparis, pasożytujący na jaja brudnicy). Liczebność brudnicy ograniczana jest także aktywnością drapieżników takich jak ptaki owadożerne (jaja zjadane są przez sikorki, a gąsienice przez kukułkę) czy owady drapieżne: tęczniki (tęcznik większy w ciągu swojego rozwoju larwalnego i życia w stadium imago może zjeść około 550 gąsienic brudnicy), skórniki (Dermestes zjadają jaja).

## Występowanie
Większa część Europy, północna Afryka, Azja Mniejsza, Bliski Wschód, Azja Środkowa, Chiny, Japonia. Jako gatunek inwazyjny w Ameryce Północnej i Nowej Zelandii.
Do USA brudnica nieparka została sprowadzona w 1869 w celach doświadczalnych.